# アナ・カベシーニャ
アナ・カベシーニャ（Ana Cabecinha、1984年4月29日 - ）はポルトガルの女子陸上競技選手。専門は競歩。